# Adler Illés
Adler Illés (Zenta, 1868 – Budapest, Terézváros, 1924. február 19.) zsidó származású magyar hittudós, rabbi.

## Élete
Adler Sándor paksi rabbi és Wéber Jozefin fiaként született. Héber tanulmányait Pakson, Balassagyarmaton és Pozsonyban, a világi stúdiumokat magánúton végezte. 1891-ben Kiskunfélegyháza, 1896–1907 között Óbuda rabbija volt. Tizenegy évig működött itt. 1902-ben a Budapesti III. Kerületi Magyar Királyi Állami Főgimnáziumban vezetésével indult meg az izraelita hittan oktatása. 1914-ben távozott az iskolából. 1918-ban a Pesti Izraelita Hitközség hívta meg rabbijául Pollák Eleázár helyére a Rumbach utcai templomba. Kora ifjúságában már az Egyenlőség című lap munkatársa volt, több dolgozata jelent meg itt és más felekezeti lapokban, valamint az Izraelita Magyar Irodalmi Társulat és az Országos Magyar Izraelita Közművelődési Egyesület évkönyveiben. Az Egyenlőségben jelent meg nevezetes sorozata a magyar rabbik szentföldi útjáról. Tudósként többek között a kabbalával foglalkozott. Budapest egyik legnépszerűbb papja és szónoka volt, az Otto Wagner tervezte Rumbach utcai zsinagógában működött. Az első világháború alatt tábori lelkész volt századosi rangfokozatban. Rabbiként az úgynevezett status quo ante irányzathoz tartozott.
Halálát epehólyag-gyulladás okozta, a Kozma utcai izraelita temetőben temették el.
Felesége Krammer Janka (1872–1967) volt, gyermekei Bella, Margit, Sándor, Anna. Sógora volt Mandel Sámuel ercsi, apostagi és budapesti rabbi. Bella lánya révén veje Lévai Jenő író, újságíró volt.

## Nyomtatásban megjelent művei (beszédek)
- Székfoglaló beszéd. Tartotta az óbudai rabbiállás elfoglalásakor, Budapest, 1897.
- Aranylakadalom. Ünnepi beszéd. Tartotta 1898. évi április 11-én. Megjelenik az óbudai izraelita hitközség költségén, Budapest, 1898.
- Testvérünk vagy! Belépő beszéd, elmondotta –, midőn a pesti Chevra Kadisa 1910. jan. 2-án testvérül fogadta, Budapest, 1910.
- Gyászbeszéd Szabolcsi Miksa felett. Tartotta 1915. június 21-én, Budapest, 1915.